# Lamingtonium binnaburrense
Lamingtonium binnaburrense is een keversoort uit de familie Lamingtoniidae. De wetenschappelijke naam van de soort is voor het eerst geldig gepubliceerd in 1969 door Gupta & Crowson.